# José Miguel de la Jara

José Miguel de la Jara Gallardo (Rere, c. 1830 - Santiago, 1887) fue un agricultor y político liberal chileno.

## Biografía
Nació en la comuna de Rere, hacia 1830, en el seno de una familia de fuerte tradición agrícola y política, fundada en 1639, por su tatarabuelo, el Capitán Benemérito español, originario de Castilla, D. Francisco Martínez de la Jara y Villaseñor. Su padre fue José Irineo de la Jara Rioseco, realista durante las guerras de independencia, dueño de varios fundos en Rere y Concepción; destacado político en la actual región del Biobío, elector de presidente por la provincia de Concepción en los decenios pelucones, regidor, alcalde y gobernador de Rere. y de Juana Díaz Gallardo Terán de los Ríos, dueña de tierras en Rere y Nacimiento. 
Se casó en primeras nupcias con Eloísa Ruiz, con quien tuvo una hija, Carmen. Posteriormente se casó en Los Ángeles, con Juana Pantoja del Río, con quien tuvo cuatro hijos: José Miguel, Ingeniero Agrónomo, hacendado y Alcalde  de Los Ángeles, Ernesto, José Artemio y el diputado y agricultor, Irineo de la Jara.
En su juventud se dedicó a las labores agrícolas, en los campos que heredó de sus antepasados en Rere y Nacimiento. Entre 1849 y 1852, fue dueño de minas de oro y plata en California.
Durante la revolución de 1851, fue partidario del general José María de la Cruz Prieto, por lo que tuvo que irse fuera del país y se refugió en San Francisco, Estados Unidos, durante los años 1852 y 1853.
Regresó a Chile y fue colonizador en la zona de Negrete y Mulchén, donde compró tierras al Estado y a particulares, hacia 1860; en dichas tierras fundó las haciendas de San Miguel y Santa Catalina. También fue propietario de casas y quintas en Los Ángeles y Santiago.
Miembro del Partido Liberal en su corriente federalista. En 1876, fue elegido regidor propietario y alcalde de primer voto, de la ciudad de Mulchén. El año 1879 fue gobernador interino de su Departamento, .
En las elecciones parlamentarias de 1885, postuló por un cupo como diputado suplente en representación de Mulchén, resultando electo por el período 1885-1888. Sin embargo, falleció a causa de una grave enfermedad, en 1887, sin lograr finalizar el periodo.